# Ла Молета (Ријети)
Ла Молета је насеље у Италији у округу Ријети, региону Лацио.
Према процени из 2011. у насељу је живело 38 становника. Насеље се налази на надморској висини од 536 м.